# Andrássy Ilona (Batthyány Lajosné)
Csíkszentkirályi és krasznahorkai gróf Andrássy Ilona (Petronell, 1858. május 21. – Polgárdi, 1952. április 2.) az Erzsébet-rend első osztálykeresztjével kitüntetett császári és királyi palotahölgy; a Magyarországi Nőegyesületek Szövetségének alapítóelnöke, az Országos Tulipánkert Szövetségének alapítótagja, az Országos Háziipari Szövetség alapítóelnöke.

## Származása
Apai ágon a székely származású csíkszentkirályi és krasznahorkai gróf Andrássy család betléri főág tőketerebesi oldalágának leszármazottja. Anyai ágon a szintén székely származású malomvizi gróf Kendeffy család leszármazottja.
A családon belül használt beceneve „Lonki” volt.

## Élete
Az alsó-ausztriai Petronellben született, 1858. május 21-én. Édesapja, csíkszentkirályi és krasznahorkai gróf Andrássy Gyula, aki korábban Zemplén vármegye főispánja, később pedig az Osztrák–Magyar Monarchia miniszterelnöke, majd közös külügyminisztere lett; édesanyja malomvizi gróf Kendeffy Katinka volt.
Édesapja miniszterelnökké megválasztását követően a család a budai Sándor-palotába költözött. Anyja megbízásából neveléséről Mary Elisabeth Stevens angol nevelőnő gondoskodott, akinek korabeli levelezéseiből a közelmúltban forráskötetet adtak ki. Hajadon lányként mozgalmas társasági életet élt. Egy leírás szerint Otto von Bismarck német kancellár azt szerette volna, hogy az egyik fia nőül vegye Ilonát; illetve kérője volt Milán szerb király is.
Végül a budapesti egyetemi templomban házasodott meg 1882. június 23-án németújvári gróf Batthyány Lajos első magyar miniszterelnök és vértanú unokájával, gróf németújvári Batthyány Lajossal, aki 1883-ban Győr vármegye főispánja lett, majd 1892 és 1896 között Fiume kormányzója volt. Házasságuk első éveiben a család ikervári kastélyában éltek. A párnak két gyermeke született:
1. németújvári gróf Batthyány Emanuela Katalin Borbála Ilona, „Emma” (Ikervár, 1883. április 10. – Curitiba, 1964. december 13.). 1. férje: cserneki és tarkeői gróf Dessewffy Emil; 2. férje: Franz zu Hohenlohe–Waldenburg–Schillingfürst herceg
2. németújvári gróf Batthyány Gyula Lajos Ádám Géza (Ikervár, 1887. május 10. – Budapest, 1959. január 20.). Felesége: nagykárolyi gróf Károlyi Zsuzsanna

Édesapja miniszterelnöki hivatala alatt közeli, bizalmas kapcsolatot ápolt a Habsburg-uralkodócsaláddal. Édesanyja halálakor Erzsébet magyar királyné személyes hangvételű táviratban fejezte ki együttérzését családjuk számára.
Élete során számos társadalmi szerepvállalást tett. 1904-ben a International Council of Women (ICW) magyarországi alosztályaként megalapította a Magyarországi Nőegyletek Szövetségét (MNSZ), amelynek elnöke volt. Osztotta a modern feminista eszméket és elnöklése alatt is a dolgozó és hátrányos helyzetű nőkön igyekezett segíteni. 1906-ban alapítótagja volt az Országos Tulipánkert Szövetségnek, amely szövetség célja a hazai termékek és magyar népművészet pártolása volt. 1909-ben Benczúr Gyulánéval karöltve megalapította az Országos Magyar Háziipari Szövetséget (OMHSZ), amelyben társelnökséget vállalt, és amely szövetség célja szintén a hazai kézműipar megerősítése volt. Érdemeikhez soroljuk a matyó minta népszerűsítését.
A műgyűjteményeiről híres gróf Andrássy családhoz hasonlóan a magyar művészettörténetben is jelentős szerepet töltött be: támogatta Lotz Károly festőművészt, modellt ült Vaszary Jánosnak. Fia, Batthyány Gyula gróf maga is festőművész lett.
Polgárdiban, 1952. április 2-án hunyt el végelgyengülésben.